# Kuifbekarde
De kuifbekarde (Pachyramphus validus) is een zangvogel uit de familie Tityridae.

## Verspreiding en leefgebied
Deze soort komt wijdverspreid voor in het midden en oosten van Zuid-Amerika. Er zijn twee ondersoorten:
- P. v. audax: zuidoostelijk Peru, Bolivia en noordwestelijk Argentinië.
- P. v. validus: van oostelijk Bolivia tot oostelijk en zuidelijk Brazilië, Paraguay en noordoostelijk Argentinië.

## Status
De grootte van de populatie is niet gekwantificeerd maar de soort wordt omschreven als schaars. Op de Rode lijst van de IUCN heeft deze soort de status niet bedreigd.